# Émile-Édouard Berchmans
Pour les articles homonymes, voir Berchmans.
Émile-Édouard Berchmans, né le 4 novembre 1843 à Wetteren et mort en janvier 1914 à Ixelles, est un peintre belge. Il est le père du peintre, graveur, illustrateur et affichiste Émile Berchmans, et du sculpteur Oscar Berchmans.

## Biographie
Fils d'Arthur Berchmans, instituteur de profession, Émile-Édouard Berchmans naît à Wetteren en 1843,,,. Il a deux sœurs, Clémentine et Léonine, et un frère, Henri Berchmans, qui sera artiste peintre et professeur de dessin à l'Académie royale des beaux-arts de Liège,.
Il fait ses études à l'Académie royale des beaux-arts d'Anvers et crée une importante maison de décoration à Liège,. Malgré l'activité croissante de son commerce de décoration, il parvient à s'adonner à son penchant favori : la peinture. Professionnellement, il est aussi le patron du jeune Auguste Donnay, qui travaille quelque temps dans son entreprise de décoration,.
Il vit avec Charlotte Thérèse Isidore Lhoest (1828-1897), qu'il épouse en juillet 1868 et avec qui il a deux fils : le peintre, graveur et affichiste Émile Berchmans (1867-1947),,, et le sculpteur Oscar Berchmans (1869-1950),,. Peu après le décès de son épouse en novembre 1897,, il se remarie avec Marguerite Jeanne Joly.
Il est inhumé au cimetière de Robermont à Liège.

## Œuvre
Émile-Édouard Berchmans est un peintre de chevalet, qui travaille à l'huile des marines, des paysages et des sujets religieux,,.
Il signe un grand nombre de panneaux décoratifs destinés à des habitations privées. Son œuvre la plus connue est sans doute le plafond de la grande salle des fêtes du Conservatoire royal de Liège,,. Des œuvres de l'artiste sont présentes dans les collections du musée de l'Art wallon,.

### Galerie

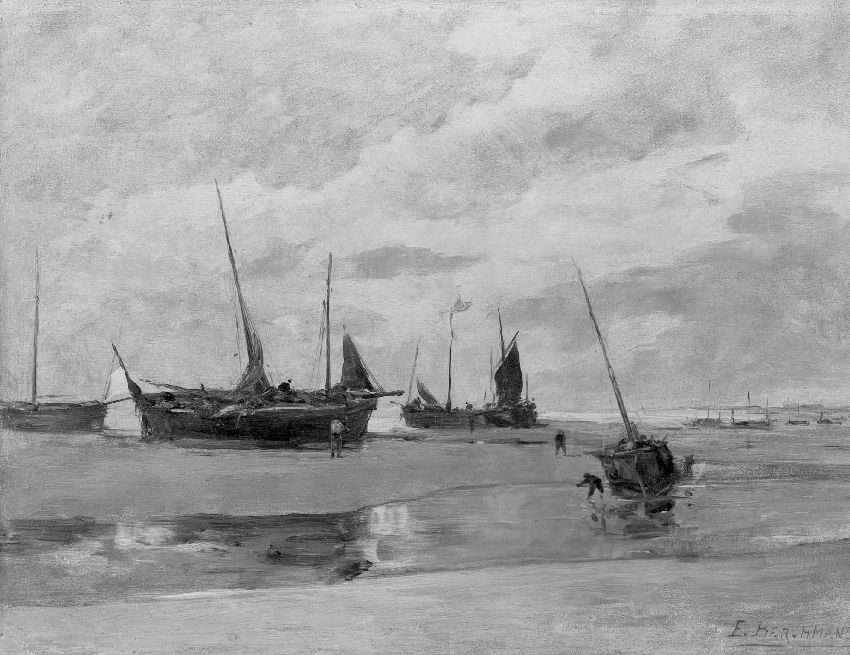
Barques échouées, avant 1914 (huile sur toile ; 21 × 27 cm ; photographie de 1956 du KIK-IRPA), Liège, musée de l'Art wallon.
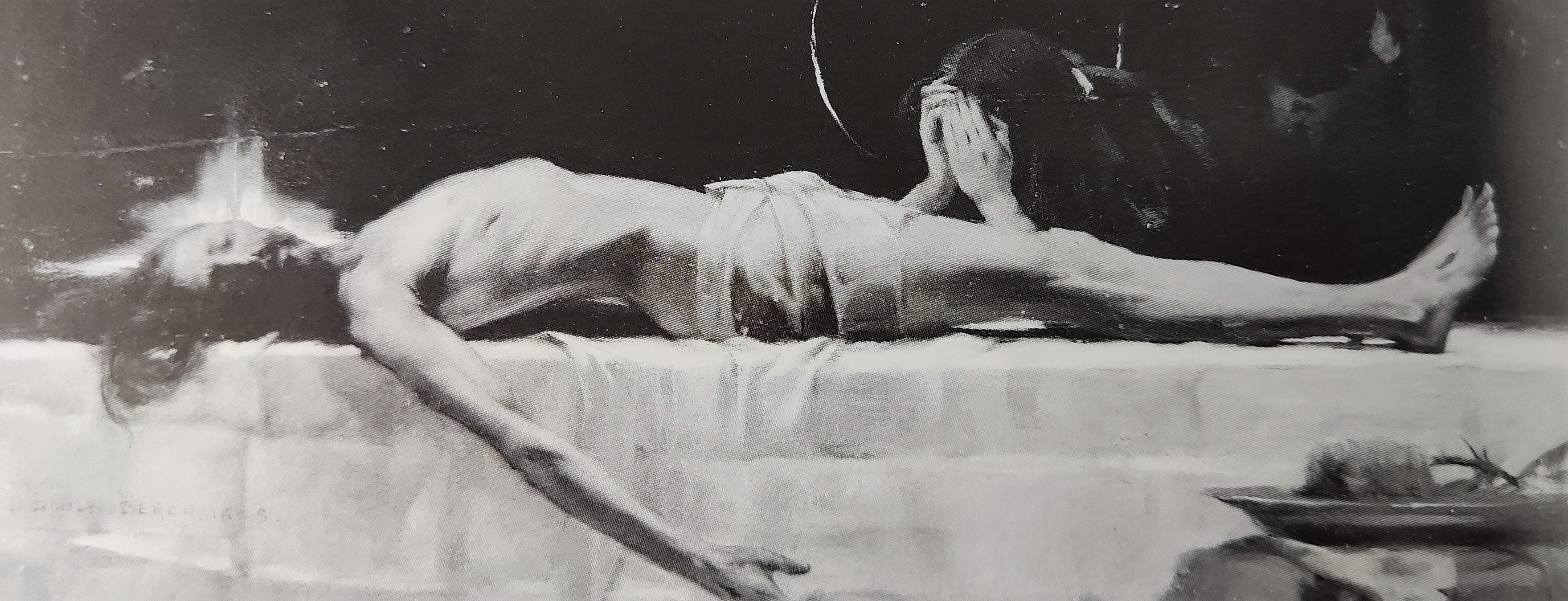
Le Christ mort, avant 1914 (huile sur panneau ; 20,5 × 53,5 cm ; legs D'heur), Liège, Musée d'Art wallon.

## Expositions
Il expose au Cercle royal des Beaux-Arts de Liège de 1892 à 1904,,.
- 1890 : 1re Exposition d'architecture et d'art décoratif, mai, salle de l'Émulation, Liège (il y expose douze cartons)[19],[20].
- 1903 : Salon de Bruxelles, du 5 septembre au 2 novembre, hall du Palais du Cinquantenaire, Bruxelles (il y expose une aquarelle : Vers le soir et 3 huiles : Pavots, Roses et Plage de la Panne)[21].
- 1907 : Salon de Bruxelles, du 28 août au 10 novembre, hall du Palais du Cinquantenaire, Bruxelles (il y expose Crabes et Cabane de pêcheur)[22].
- 1992 : Le Cercle royal des Beaux-Arts de Liège 1892-1992, du 18 septembre au 20 avril 1993, Cercle royal des Beaux-Arts, Liège[18].